# Megabunus vignai
Megabunus vignai is een hooiwagen uit de familie echte hooiwagens (Phalangiidae).